# Guilherme de Pádua
Guilherme de Pádua Thomaz (* 2. November 1969 in Belo Horizonte, Minas Gerais; † 6. November 2022 ebenda) war ein brasilianischer Schauspieler.

## Leben und Karriere
De Pádua wurde 1969 in Belo Horizonte, der Hauptstadt von Minas Gerais, als jüngstes von vier Kindern von José Antônio Salvador Thomaz, einem Ingenieur und Universitätsprofessor, und der Hausfrau Leda Maria Pádua geboren. In seiner Jugend besuchte er das Loyola College und kam früh mit der Schauspielerei in Berührung. Er begann in seiner Heimatstadt Theater zu spielen und erhielt für seine Darstellung in Pasolini, Vida e Morte eine Auszeichnung als Jungschauspieler. Nach weiteren Rollen am lokalen Theater zog er Ende der 1980er Jahre nach Rio de Janeiro.
Da er in der Stadt in finanzielle Schwierigkeiten geriet und kein festes Einkommen hatte, lebte er in Pensionen und einem Künstlerheim. In Rio de Janeiro begann er an der Seite des Transvestiten Rogéria in Stücken wie Querelle aufzutreten. Er trat auch in der Bühnenshow A Noite dos Leopardos auf und verdiente sein Geld als Stripper; einige der Darsteller gingen dabei der Prostitution nach. Bei einem der Auftritte lernte er Paula Nogueira kennen. Sie begannen eine instabile Beziehung, heirateten aber schließlich Anfang 1992 und zogen in eine vom Brautvater finanzierte Wohnung im Stadtteil Copacabana; im selben Jahr wurde seine Frau mit ihrem einzigen Kind schwanger.
De Pádua erhielt eine Rolle in dem Musical Blue Jeans des Regisseurs Wolf Maya. Bereits damals fiel er durch „unkontrolliertes Verhalten“ hinter den Kulissen auf, verletzte einen Schauspielkollegen am Kinn, schlug dem Darsteller Fábio Assunção gegen die Kehle und den Hauptdarsteller Alexandre Frota bedrohte er während einer Auseinandersetzung mit einer Glasscherbe – zu Konsequenzen führten all die Übergriffe nicht. Als Frota die Produktion verließ, erhielt de Pádua eine der Hauptrollen. Das Ausscheiden Frotas kommentierte er gegenüber Maya herabwürdigend mit den Worten, dass nun „der Moment gekommen sei, erfolgreich zu werden“.
De Pádua begann seine Karriere vor der Kamera 1989 in einer Nebenrolle des Films Via Appia des deutschen Filmemachers Jochen Hick an der Seite von Peter Senner und unter der Regie von Yves Jansen. In dem Film spielte er den Stricher José.
Es folgten Rollen in den Fernsehserien Mico Preto im Jahr 1990 und in Salomé im Jahr 1991.
Über das Musical kam er an die Rolle des Busfahrers Bira in der brasilianischen Seifenoper De Corpo e Alma – an der Seite der jungen Schauspielerin Daniella Ferrante Perez Gazolla. Auch diese Rolle hatte er indirekt Frotas zu verdanken, da dieser Terminkonflikte hatte und nicht zur Verfügung stand und Regisseur Roberto Talma de Pádua zufällig auswählte. De Corpo e Alma stellte den Durchbruch seiner Karriere als Schauspieler dar und besiegelte  zeitgleich das Ende seiner kurzen Karriere. Hinter den Kulissen von De Corpo e Alma kam es zu einem weiteren Unfall, der bei der Schauspielerin Catal Daniel blaue Flecken hinterließ; sie spielte in der Serie Sheila, die Freundin seiner Serienfigur. In der Serie verliebt sich Bira später in Yasmin, die von Daniella Perez gespielt wurde, der Tochter der Autorin Gloria Perez. Die Serie wurde zum Erfolg.

### Mord an Daniella Perez
Am 28. Dezember 1992 ermordete de Pádua seine Schauspielkollegin Daniella Perez zusammen mit seiner damaligen Frau Paula Nogueira Thomaz. Seine Figur sollte weniger Sendezeit erhalten oder aus der Serie geschrieben werden; hierfür gab er Perez bzw. deren Mutter die Schuld. Der schon vorher von Neid und Gewalttätigkeit geprägte Schauspieler schmiedete zusammen seiner Ehefrau das Mordkomplott, da diese eifersüchtig auf Daniella Perez war.
Das Paar überfiel Perez vor einer Tankstelle, wobei sie von zwei Tankwarten beobachtet wurden. De Pádua schlug Perez bewusstlos als diese ihr Fahrzeug verließ und seine Ehefrau entführte Perez im Fahrzeug des Paares, einem Volkswagen Santana. De Páduade fuhr den Ford Escort des Opfers. „Die Tankwarte Flávio de Almeida Bastos und Danielson da Silva Gomes bestätigten gestern Nachmittag bei ihrer ersten Aussage vor dem Zweiten Schwurgericht in Rio, dass sie gesehen hätten, wie der Schauspieler Guilherme de Pádua die Schauspielerin Daniella Perez schlug und sie am Hals packte, um sie gewaltsam in das Auto des Schauspielers zu setzen“, schrieb Folha de S.Paulo am 8. Januar 1994. Ein Anwalt beobachtete den Vorgang ebenfalls und folgte den Tätern eine Weile, er wurde zu einem weiteren wichtigen Belastungszeugen.
Sie fuhren mit dem Opfer und den zwei Fahrzeugen zu einem küstennahen Busch- und Sumpfgelände im Süden Rios, den Barra da Tijuca, wo sie die Schauspielerin mit einem Dolch oder einer Schere ermordeten. Folha de S.Paulo schrieb: „Aus dem Leichenbericht der Schauspielerin Daniella Perez geht hervor, dass sie zwischen 16 und 20 Verletzungen hatte. Die meisten davon konzentrierten sich auf die linke Brustregion – über dem Herzen – und der Rest auf den Hals.“ Die massiven Verletzungen verursachten starke innere Blutungen; die linke Lunge wurde punktiert und lief mit Blut voll, das Herz hatte acht Perforationen und der Hals vier, eine davon reichte bis tief ins Gewebe und verursachte über die Luftröhre eine Blutinfiltration der Lunge. Zusätzlich zu diesen letalen Verletzungen wies die Leiche Abschürfungen an der Schulter auf, die laut Gerichtsmediziner Nelson Massini „darauf hindeuteten, dass sie geschleift wurde.“ Am Tatort notierte ein weiterer Zeuge Einzelheiten zu den Fahrzeugen sowie die Kennzeichen und rief später die Polizei.
Das Verbrechen soll durch Neid, Gier und Rache motiviert gewesen sein. In einem Interview erklärte Perez Mutter, Gloria Perez, später, dass sie die Rolle des Schauspielers in der Seifenoper nicht reduziert habe, um ihm zu schaden, sondern auf Weisung des Senders TV Globo gehandelt habe. Nach dem Leichenfund wurde de Pádua verhaftet und auf der Polizeistation von Raul Gazolla, Daniellas Ehemann, zu dem Vorfall befragt. Nach einer Kontrolle des Kfz-Kennzeichens konnte das Fahrzeug eindeutig zugeordnet werden; belastend war zudem, dass das Kennzeichen vorher manipuliert worden war und den Vorsatz der Tat als weiteres Indiz bestätigte.
Das Gericht ordnete die vorläufige Festnahme von Guilherme de Pádua an. Sein Anwalt legte jedoch Berufung ein, de Pádua kam auf freien Fuß und tauchte unter. Nach wenigen Tagen ordnete ein neuer Gerichtsbeschluss die Sicherungsverwahrung des Schauspielers an, der nun als flüchtig galt. De Páduas Verschwinden löste Empörung aus und die Schauspieler der Seifenoper sorgten für eine Suchaktion im südlichen Teil von Rio de Janeiro, wo de Pádua vermutet wurde. Nach einigen Tagen auf der Flucht stellte sich de Pádua schließlich den Behörden und er legte später sein Geständnis ab.
De Pádua und seine Ehefrau wurden nach brasilianischem Strafrecht wegen „qualifizierter Tötung mit niedrigem Motiv“ zu 19 Jahren und sechs Monaten Gefängnis verurteilt. Der brutale Mord führte zu öffentlichen Debatten und infolge zu einer Verschärfung der Strafgesetze Brasiliens unter dem damaligen Präsidenten Itamar Franco im September 1994; der brasilianische Kongress debattierte sogar über die Wiedereinführung der Todesstrafe. De Pádua wird in einem Kapitel des Buches Dangerous Minds: The Psychopath Next Door der Psychiaterin Ana Beatriz Barbosa erwähnt.
Im Jahr 1995 schrieb de Pádua im Gefängnis das Buch „Eine Geschichte, die Brasilien nicht kennt“, herausgegeben von Escriba Editora Multimídia de Artes Gráficas. Er beabsichtigte es während der Rio-Buchbiennale im selben Jahr vorzustellen, doch Glória Perez erwirkte eine einstweilige Verfügung gegen die Veröffentlichung, da das Buch „Daniellas Image und Ehre schädigen“ würde.
Das Verbrechen wurde in der fünfteiligen brasilianischen HBO-Dokumentation A Brutal Pact: The Murder of Daniella Perez aus dem Jahr 2022 behandelt.

### Leben nach der Haft und Tod
De Pádua wurde am 14. Oktober 1999 aus der Haft entlassen, nachdem er sechs Jahre und neun Monate inhaftiert war – einem Drittel seiner Haftstrafe. In einem Interview erklärte Staatsanwalt Francisco Cembranelli: „Es war ein Verbrechen, das praktisch ungesühnt blieb.“
Nach seiner Entlassung trennte sich de Pádua von Paula Thomaz und heiratete im März 2006 die 14 Jahre jüngere Modeproduzentin Paula Maia, die er in der Kirche kennengelernt hatte. Im Juni 2010 wurde bekannt, dass seine Frau Paula Maia das Buch „Que Amor é Esse? A História Real de Guilherme de Pádua“ veröffentlichen würde, das die Geschichte ihres Mannes erzählt.
Ab 2012 begann er für die Firma Itaipu Vidros zu arbeiten. Im Jahr 2014 wurde die Ehe zwischen de Pádua und Paula Maia wieder geschieden; im August 2015 sagte sie der Presse, dass er „ein großer Manipulator“ sei.
Als Bewährungsauflage wurde Guilherme de Pádua am 29. April 2016 zur Zahlung einer Entschädigung von 500 Mindestlöhnen (umgerechnet rund 440.000 brasilianischen Real) an die Mutter von Daniella Perez, die Schriftstellerin Gloria Perez, und Daniella Perez’ Witwer Raul Gazolla verurteilt. Darüber hinaus musste de Pádua die Bestattungskosten, die Beerdigungskosten sowie die Gerichts- und Anwaltskosten tragen. Am 14. März 2017 heiratete Guilherme de Pádua zum dritten Mal, dieses Mal die Modedesignerin Juliana Lacerda. Im Dezember 2017 wurde er Pfarrer der Lagoinha Baptist Church in Belo Horizonte. Am 24. Mai 2020 nahm er mit seiner Ehefrau an einer Pro-Bolsonaro-Demonstration teil, was in den Sozialen Medien für Empörung sorgte.
Guilherme de Pádua starb vier Tage nach seinem 53. Geburtstag an den Folgen eines Herzinfarkts.

## Filmografie (Auswahl)
- 1989: Via Appia
- 1990: Mico Preto (Fernsehserie)
- 1991: Salomé (Fernsehserie)
- 1992–1993: De Corpo e Alma (Fernsehserie)